# Konvent 33 (Quedlinburg)

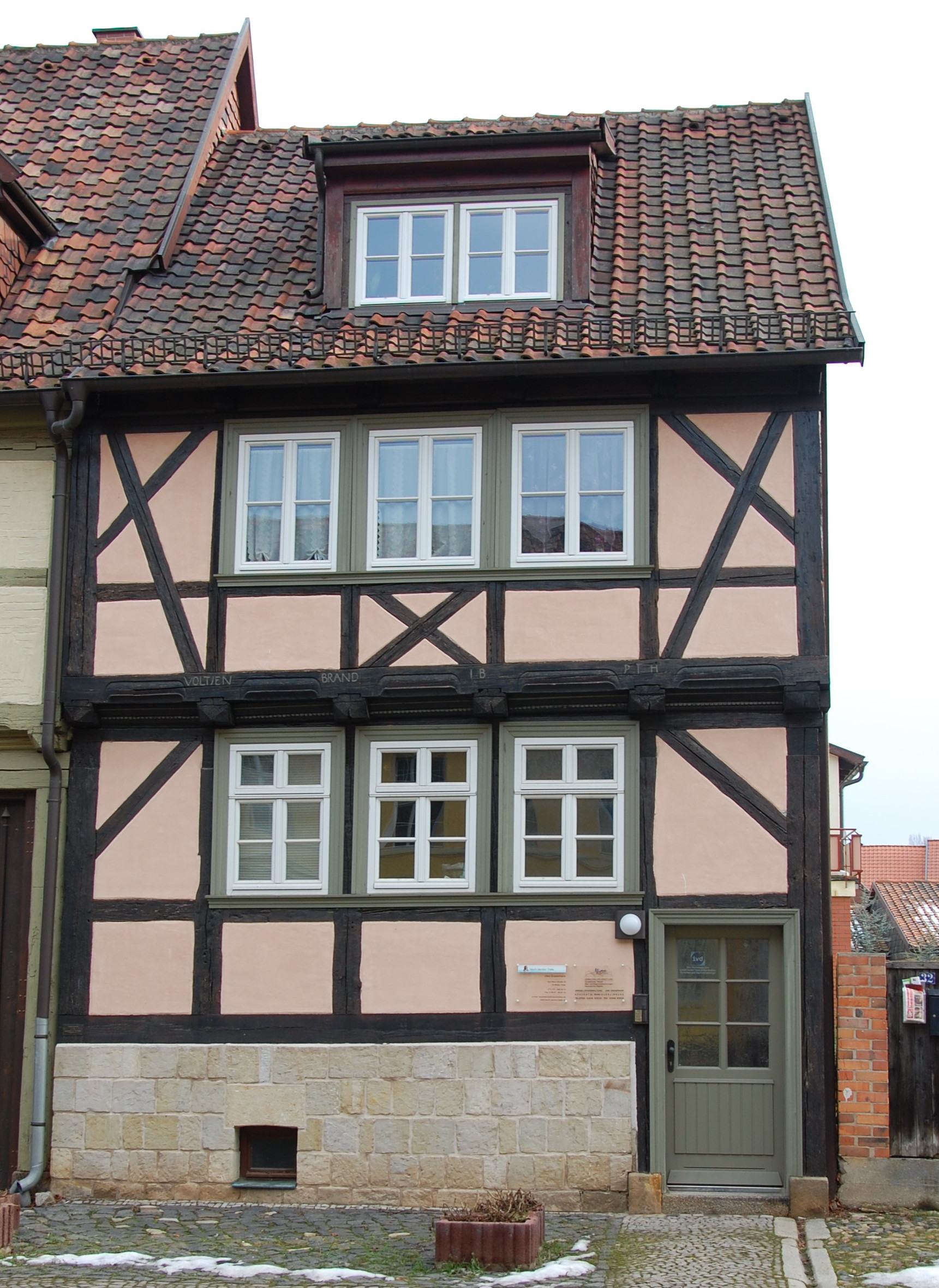
Haus Konvent 33

Das Haus Konvent 33 ist ein denkmalgeschütztes Gebäude in der Stadt Quedlinburg in Sachsen-Anhalt.

## Lage
Es befindet sich in der historischen Quedlinburger Neustadt auf der Ostseite der Straße Konvent und ist im Quedlinburger Denkmalverzeichnis als Wohnhaus eingetragen. Nördlich grenzt das Gebäude an das gleichfalls denkmalgeschützte Haus Konvent 32 an.

## Architektur und Geschichte
Das zweigeschossige Fachwerkhaus wurde um 1680 errichtet. Das obere Stockwerk ist mit für die Bauzeit typischen Verzierungen versehen und präsentiert sich weitgehend original. So findet sich die Fachwerkfigur des Halben Manns, eine Brüstungsbohle und Pyramidenbalkenköpfe. Darüber hinaus befindet sich an der Stockschwelle eine Inschrift. Das Erdgeschoss wurde später, im Zuge einer Einbeziehung in das benachbarte Grundstück Konvent 32, umgebaut.